# Annabelle Morozow
Annabelle Nicole Morozow, ros. Аннабель Николь Морозов Annabiel Nikol Morozow (ur. 2 maja 2001 w Stanach Zjednoczonych) – rosyjsko-francuska łyżwiarka figurowa, startująca w parach tanecznych z Andriejem Baginem. Uczestniczka zawodów z cyklu Grand Prix, medalistka zawodów z cyklu Challenger Series. 
Jej ojcem jest uznany rosyjski trener łyżwiarski i były łyżwiarz figurowy Nikołaj Morozow, zaś matką francuska łyżwiarka figurowa występująca w parach tanecznych, Caroline Douarin. Jej rodzicami chrzestnymi są Tatjana Tarasowa, była łyżwiarka figurowa, trenerka i komentatorka, oraz Aleksiej Jagudin mistrz olimpijski 2002 w konkurencji solistów. 
Posiada amerykańskie, francuskie i rosyjskie obywatelstwo. Mówi biegle po rosyjsku i angielsku.

## Osiągnięcia

### Pary taneczne
Z Andriejem Baginem
| Zawody                      | 17–18          | 18–19          | 19–20          | 20–21          | 21–22          |                |                |                |                |                |                |                |                |                |                |                |                |
| Międzynarodowe              | Międzynarodowe | Międzynarodowe | Międzynarodowe | Międzynarodowe | Międzynarodowe | Międzynarodowe | Międzynarodowe | Międzynarodowe | Międzynarodowe | Międzynarodowe | Międzynarodowe | Międzynarodowe | Międzynarodowe | Międzynarodowe | Międzynarodowe | Międzynarodowe | Międzynarodowe |
| --------------------------- | -------------- | -------------- | -------------- | -------------- | -------------- | -------------- | -------------- | -------------- | -------------- | -------------- | -------------- | -------------- | -------------- | -------------- | -------------- | -------------- | -------------- |
| GP Internationaux de France |                |                |                |                | 6              |                |                |                |                |                |                |                |                |                |                |                |                |
| GP Rostelecom Cup           |                | 9              |                | 5              |                |                |                |                |                |                |                |                |                |                |                |                |                |
| GP Skate America            |                |                |                |                | 5              |                |                |                |                |                |                |                |                |                |                |                |                |
| CS Golden Spin of Zagreb    |                | 8              | 2              |                |                |                |                |                |                |                |                |                |                |                |                |                |                |
| CS Minsk-Arena Ice Star     |                |                | 4              |                |                |                |                |                |                |                |                |                |                |                |                |                |                |
| CS Tallinn Trophy           |                | 7              |                |                |                |                |                |                |                |                |                |                |                |                |                |                |                |
| Krajowe                     |                |                |                |                |                |                |                |                |                |                |                |                |                |                |                |                |                |
| Mistrzostwa Rosji           | 8              | 8              | 4              | 6              | 4              |                |                |                |                |                |                |                |                |                |                |                |                |

### Solistki
|                                       | Stany Zjednoczone | Stany Zjednoczone | Stany Zjednoczone | Francja |
| Zawody                                | 12–13             | 13–14             | 14–15             | 15–16   |
| Międzynarodowe: Kategorie młodzieżowe |                   |                   |                   |         |
| Mentor Toruń Cup                      |                   |                   |                   | 8 J     |
| Krajowe                               |                   |                   |                   |         |
| Mistrzostwa Francji                   |                   |                   |                   | 6 J     |
| Mistrzostwa Francji młodzieży         |                   |                   |                   | 7 N     |
| Mistrzostwa Stanów Zjednoczonych      |                   | 2 V               |                   |         |
| Eastern Sectionals                    | 5 V               | 1 V               |                   |         |

## Programy
Annabelle Morozow / Andriej Bagin
| Sezon   | Taniec rytmiczny (RD) | Taniec dowolny (FD) |
| ------- | --- | --- |
| 2021–22 | - Blues: My Body Is A Cage – Peter Gabriel - Hip Hop: Boom Boom Pow – The Black Eyed Peas choreografia: Nikołaj Morozow | - Szeherezada – Nikołaj Rimski-Korsakow choreografia: Nikołaj Morozow                                                                                |
| 2020–21 | - Fokstrot: Funny Hone (z musicalu Chicago) – Renée Zellweger - Quickstep: Sing, Sing, Sing (z musicalu Swing!)) – Louis Prima choreografia: Nikołaj Morozow - Quickstep: Too Darn Hot (z musicalu Kiss Me, Kate) – James T. Lane, Corbin Bleu choreografia: Nikołaj Morozow | - Terra Rossa – Balázs Havasi choreografia: Nikołaj Morozow                                                                                          |
| 2019–20 | - Quickstep: Too Darn Hot (z musicalu Kiss Me, Kate) – James T. Lane, Corbin Bleu choreografia: Nikołaj Morozow | - Terra Rossa – Balázs Havasi choreografia: Nikołaj Morozow                                                                                          |
| 2018–19 | - Tango: Volver – Maxime Rodriguez - Tango: Dos Tangos choreografia: Nikołaj Morozow | - Tosca medley: - E lucevan le stelle – Michael Bolton - E lucevan le stelle – Execution and Finale – Neville Marriner choreografia: Nikołaj Morozow |